# Sialis lutarius
Sialis lutarius là một loài côn trùng trong họ Sialidae thuộc bộ Megaloptera. Loài này được Linnaeus miêu tả năm 1758.